# Kanton Ingré
Kanton Ingré (francouzsky Canton d'Ingré) je francouzský kanton v departementu Loiret v regionu Centre-Val de Loire. Tvoří ho čtyři obce.

## Obce kantonu
- La Chapelle-Saint-Mesmin
- Ingré
- Ormes
- Saran